# Aguja Desmochada
La aguja Desmochada es una montaña en el límite de Argentina y Chile que se encuentra ubicada en el sitio natural Cordillera del Chaltén dentro del parque nacional Bernardo O'Higgins en Chile y del parque nacional Los Glaciares en Argentina. En Chile se encuentra en la comuna de Natales, provincia de Última Esperanza en la región de Magallanes y Antártica Chilena y en Argentina en el departamento Lago Argentino de la provincia de Santa Cruz. 
Está levemente al oeste del monte Fitz Roy.

## Límite internacional
La aguja Desmochada se encuentra en el límite de Argentina y Chile definido entre el punto A y B de la sección B del acuerdo de 1998.
Anteriormente al acuerdo de 1998 entre Argentina y Chile, la aguja se encontraba reclamada por Argentina en su totalidad, sin embargo, este país reconoció la soberanía chilena en la parte norte de la aguja en el acuerdo mencionado por lo que ya no se encuentra en disputa.